# Lärad

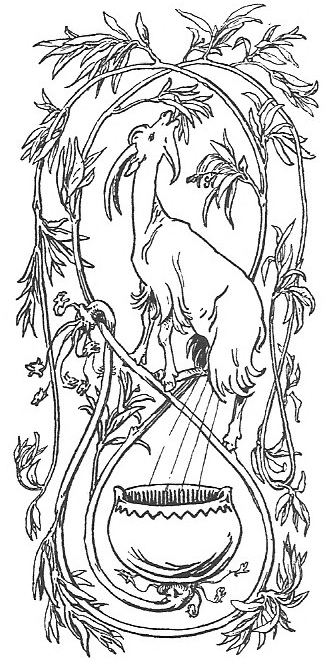
Darstellung des Lärad und der Ziege Heidrun (1895)

Lärad (←schwedisch, norwegisch: Lærad, altnordisch: Læraðr) ist ein Baum der nordischen Mythologie nahe Walhall. Auf dem Dach Walhalls stehen der Hirsch Eikthyrnir und die metspendende Ziege Heidrun und nagen von den Zweigen des Baums. Unterhalb Lärads ist die Quelle Hvergelmir, denn vom Geweih des Hirschs fallen Tropfen in die Quelle, woraus alle Flüsse der Welt entstehen.

## Rezeption
Der Name Lärad bedeutet vielleicht ‚Schaden-Bereiter‘ (altnordisch læ ‚Schaden‘ und *raðr von indogermanisch *redh- ‚bereiten‘) und verweist möglicherweise auf den Göttervater Odin, vergleiche die Bedeutung von Yggdrasil ‚Ross des Schrecklichen‘ = Odins Pferd. Für die Nähe zu Odin spricht auch der Standort Walhall. Andere Deutungen, die aber sprachlich weiter entfernt sind, lauten ‚Schutzspender‘ oder ‚Feuchtigkeitsspender‘
Der Baum wird mit dem Weltenbaum Yggdrasil gleichgesetzt, da Yggdrasil wie Walhall zum Zentrum der Welt gehört und auch Hvergelmir sich unter dem Weltenbaum befindet.
Bei Lärad könnte es sich insbesondere um eine Variante des Weltenbaums als Schutzbaum handeln. In Schweden wuchs oft neben dem Haus ein Schutzbaum, der sogenannte Vårträd, der mit dem Haus verbunden war. Starb der Schutzbaum, so ging man davon aus, dass auch die weitere Entwicklung des Hauses enden werde. Dazu passe, dass Lärad neben Odins Halle wachse und dass von des Hirschen Geweih Tropfen in Hvergelmir fallen.
Da Lärad in der nordischen Mythologie lediglich im Grimnirlied genannt wird, hält man den Baum für ein mythologisches Schaubild der heidnischen Spätzeit.